# Emilio Martínez-Lázaro
Emilio Martínez-Lázaro Torre (Madrid, 1945) es un director de cine, productor y guionista español ganador del Oso de Oro del Festival de Berlín y de la Biznaga de Oro del Festival de Málaga. 

## Biografía
Nació en Madrid en 1945. Estudió en un colegio de jesuitas y más tarde empezó los estudios de ingeniería industrial, que abandonaría para dedicarse al cine. Ejerció como crítico cinematográfico en revistas como Griffith y Nuestro cine hasta que decidió dirigir su primer trabajo, un cortometraje titulado Aspavientos (1969). Le siguieron otros cortos como Camino al cielo (1970) y Amo mi cama rica (1970) —no debe confundirse con Amo tu cama rica de 1991—. Tras codirigir junto a Francesc Bellmunt, Jaime Chávarri y José María Vallés su primer largometraje, Pasteles de sangre (1971), se estrenó en solitario con Las palabras de Max (1978) con la que obtuvo el Oso de Oro del Festival de Berlín.
Sin olvidarse completamente del cine (rodó Sus años dorados en 1980) decidió centrarse en la pequeña pantalla colaborando con series como Escrito en América (1979), Los episodios (1979), La máscara negra (1982) o el telefilme Todo va mal (1984). En 1986, regresó a la gran pantalla con Lulú de noche protagonizada por Imanol Arias, Amparo Muñoz y Antonio Resines.
Ya en la década de los 90, llegaron Amo tu cama rica (1992), Los peores años de nuestra vida (1994) o Carreteras secundarias (1997). En el año 2002, El otro lado de la cama se convirtió en la película española más taquillera del año 2002 dando lugar a una secuela titulada Los 2 lados de la cama (2005). En el año 2007 estrenó Las 13 rosas, que logró catorce nominaciones a los premios Goya, aunque solo pudo alzarse con cuatro premios, la mayoría técnicos. En 2014, dirigió Ocho apellidos vascos siendo hasta ahora la película más taquillera del cine español. En 2015 estrenó su secuela Ocho apellidos catalanes.

## Filmografía como director
- Pastel de sangre (1971)
- Las palabras de Max (1978)
- Sus años dorados (1980)
- El juego más divertido (1988)
- Amo tu cama rica (1991)
- Los peores años de nuestra vida (1994)
- Carreteras secundarias (1997)
- La voz de su amo (2000)
- El otro lado de la cama (2002)
- Los 2 lados de la cama (2005)
- Las 13 rosas (2007)
- La montaña rusa (2012)
- Ocho apellidos vascos (2014)
- Ocho apellidos catalanes (2015)
- Miamor perdido (2018)

## Otros trabajos
Director (televisión)
- Hora once (1972)
- Los libros (1974)
- Cuentos y leyendas (1975)
- Escrito en América (1979)
- La máscara negra (1982)
- Todo va mal (1984)
- La mujer de tu vida (1990)
- Supernormal (2020)

Actor (cine)
- El pecador impecable (1987) de Augusto Martínez Torres

Producción
- El desastre de Annual (1970) de Ricardo Franco
- Lulú de noche (1985) de Emilio Martínez-Lázaro
- La mujer de tu vida 2: La mujer duende (1992) de Jaime Chávarri

Guionista
- Pastel de sangre (1971) de Francesc Bellmunt
- El juego más divertido (1988) de Emilio Martínez-Lázaro
- Amo tu cama rica (1991) de Emilio Martínez-Lázaro
- Cómo ser mujer y no morir en el intento (1991)

## Premios y distinciones
Festival Internacional de Cine de Berlín
| Año  | Categoría  | Película            | Resultado |
| ---- | ---------- | ------------------- | --------- |
| 1978 | Oso de Oro | Las palabras de Max | Ganador   |

Premios Goya
| Año  | Categoría      | Película                | Resultado |
| ---- | -------------- | ----------------------- | --------- |
| 1987 | Mejor director | Lulú de noche           | Nominado  |
| 2002 | Mejor director | El otro lado de la cama | Nominado  |
| 2008 | Mejor director | Las 13 rosas            | Nominado  |

Festival de Málaga
| Año  | Categoría          | Película                | Resultado |
| ---- | ------------------ | ----------------------- | --------- |
| 2002 | Biznaga de Oro     | El otro lado de la cama | Ganador   |
| 2002 | Premio del público | El otro lado de la cama | Ganador   |